# Taye Atske Selassie
Taye Atske Selassie Amde (amárico:  ታዬ አጽቀሥላሴ; Debarq, Amara, 13 de janeiro de 1956) é um diplomata e político etíope, presidente da Etiópia desde 7 de outubro de 2024. Trabalhou como embaixador na ONU. Antes de assumir o cargo, serviu como Ministro do Exterior.

## Biografia
Taye Atske Selassie Amde nasceu em Debarq, Gondar. Formou-se na Universidade de Adis Abeba com um Bacharelado em Ciências Políticas e Relações Internacionais e um Mestrado em Relações Internacionais e Estudos Estratégicos pela Universidade de Lancaster, em 1989.
Selassie é casado e pai de três filhos.

## Carreira
No início de sua carreira, Taye atuou como consultor no Departamento Europeu do Ministério das Relações Exteriores, chefe do Departamento da Europa Ocidental, diretor interino de informações, como consultor na Embaixada Federal em Estocolmo e como consultor na Embaixada da Etiópia em Washington, de 2000 a 2002. Foi nomeado Cônsul-Geral da Etiópia em Los Angeles, de outubro de 2002 a novembro de 2010. Posteriormente, atuou como Diretor-Geral de Assuntos Europeus e Americanos, de dezembro de 2010 a setembro de 2015, e Ministro de Estado para Assuntos Políticos, de outubro de 2015 a novembro de 2016.
Ele serviu como Embaixador Extraordinário e Plenipotenciário da Etiópia no Egito, de janeiro de 2017 a julho de 2018, e Enviado Permanente da Etiópia nas Nações Unidas em Nova York, a partir de 10 de setembro de 2018.
Ele criticou um relatório da Comissão Internacional de Especialistas em Direitos Humanos sobre a Etiópia detalhando as atrocidades cometidas pela Etiópia na guerra de Tigré.
Ao retornar de suas missões diplomáticas no exterior, se tornou Conselheiro de Política Externa do Primeiro Ministro, com o posto de Ministro, em 20 de janeiro de 2023. Taye serviu como Ministro das Relações Exteriores da Etiópia desde 8 de fevereiro de 2024, sucedendo Demeke Mekonnen após a renúncia deste em 26 de janeiro. Ele liderou negociações indiretas com a Somália por meio da Turquia sobre a Etiópia arrendando 20 quilômetros de costa da Somalilândia em troca de reconhecimento diplomático.

## Presidência

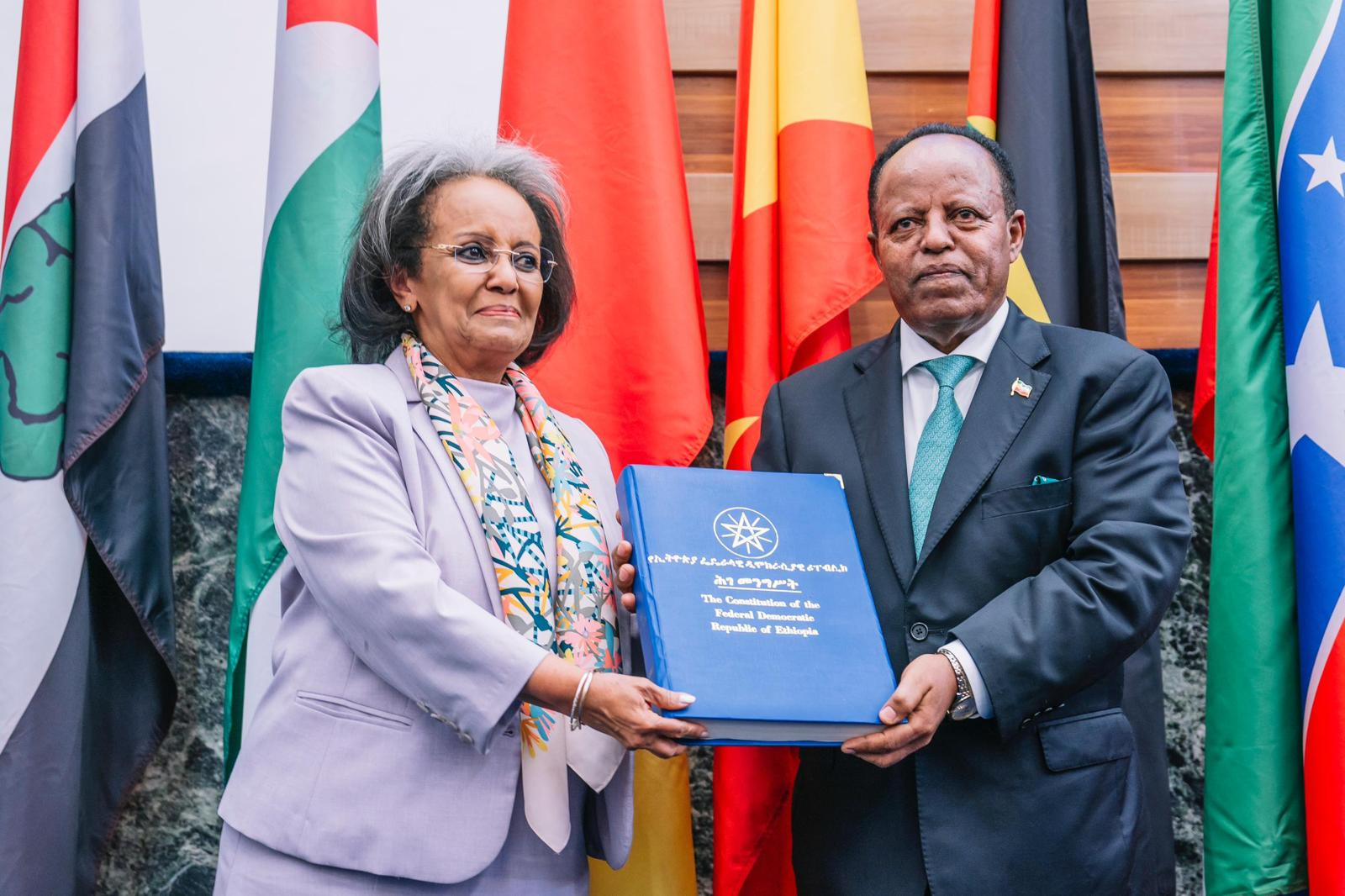
A ex-presidente Zewde recebendo o recém-eleito presidente, Selassie

A presidente Sahle-Work Zewde foi removida de seu cargo após supostamente desentender-se com o primeiro-ministro Abiy Ahmed. Em 7 de outubro de 2024, Taye Atske-Selassie Amde foi empossado como Presidente da República Federal Democrática da Etiópia, durante a sessão conjunta da Câmara dos Representantes do Povo e da Câmara da Federação. Taye é um aliado de Ahmed.